# 2019年歐洲聯盟（脫離）法令
《2019年歐洲聯盟（脫離）法令》（英語：European Union (Withdrawal) Act 2019，俗稱「顧利氏法令」），是英國國會一條法令，旨在延長《里斯本條約》第50條所定義的英國脫歐談判期。法案在2019年4月3日由工黨議員顧綺慧和保守黨議員奥利弗·莱特温爵士提交下議院，當日國會議程罕有地由議員而非英國政府掌控。無論是在下議院還是上議院，英國政府都一直表明反對此法案。
法令在2020年1月23日被《2020年歐洲聯盟（脫離協議）法令》廢除。

## 內容
法令架構如下：
- 弁言
- 第1條「有關延長第50條的職責」：規定政府要容許國會辯論要求首相尋求延長根據《歐洲聯盟條約》第50(3)條所訂的英國脫離歐洲聯盟協議條款談判期的動議，動議必須在2019年4月8日或9日獲通過並獲御准。若獲通過則首相有法律義務履行法令並尋求延長談判期至由國會選定的日期，惟延期仍需獲歐盟同意。
- 第2條「確保國內立法配合延長第50條的程序」：詳列修訂英國法律以反映新的「離開日」（即脫離歐盟當日）的程序
- 第3條「釋義、生效、範圍及簡稱」

## 立法歷程

### 下院首讀二讀
2019年4月2日，下議院通過翌日暫停實施會議常規，議員事務可比政府事務獲優先處理。4月3日，工黨議員顧綺慧和保守黨議員奥利弗·莱特温爵士呈交《歐洲聯盟（脫離）（第5號）法令草案》，並動議下議院在一日內完成二讀、委員會和三讀程序。有關動議以一票之差獲通過。
當脫歐事務大臣史提芬·巴克萊表明政府的反對立場後，法案以5票之差獲二讀。
| 日內完成所有程序動議   | 日內完成所有程序動議   | 日內完成所有程序動議   | 二讀                   | 二讀                   | 二讀                   |
| 投票日期 →             | 投票日期 →             | 2019年4月3日           | 投票日期 →             | 投票日期 →             | 2019年4月3日           |
|                        | 贊成                   | 312 / 634              |                        | 贊成                   | 315 / 634              |
|                        | 反對                   | 311 / 634              |                        | 反對                   | 310 / 634              |
|                        | 棄權                   | 11 / 634               |                        | 棄權                   | 9 / 634                |
| 資料來源：CommonsVotes | 資料來源：CommonsVotes | 資料來源：CommonsVotes | 資料來源：CommonsVotes | 資料來源：CommonsVotes | 資料來源：CommonsVotes |

### 下院委員會
議員在委員會階段動議多項法案修正案：
| 編號                                                                 | 動議者        | 目的                                                                      | 結果     |
| -------------------------------------------------------------------- | ------------- | ------------------------------------------------------------------------- | -------- |
| 13                                                                   | 顧綺慧        | 修改印刷錯誤的技術性修訂                                                  | 通過     |
| 14                                                                   | 顧綺慧        | 澄清《2018年歐洲聯盟（脫離）法令》的引用                                  | 通過     |
| 20                                                                   | 喬治·尤斯蒂斯 | 確保法案不會容許延長脫歐談判至2019年6月30日以後                           | 不予受理 |
| 21                                                                   | 喬治·尤斯蒂斯 | 容讓首相毋須向國會呈交歐盟提出的脫歐談判延長還盤並就此辯論和表決          | 否決     |
| 22                                                                   | 史提芬·巴克萊 | 確保法案沒有任何條文能夠排除政府以其他方法延長脫歐談判                    | 否決     |
| 1                                                                    | 馬燕安        | 確保法案不會容許延長脫歐談判至2019年5月22日以後                           | 否決     |
| 6                                                                    | 祈偉霖爵士    | 確保任何談判延長受制於權力下放議會的協議                                  | 不予受理 |
| NC4                                                                  | 祈偉霖爵士    | 阻止國會根據本法案第1條在未來修訂任何動議，以修改或暫停實施下議院會議常規 | 否決     |
| NC5                                                                  | 祈偉霖爵士    | 確保不能動議延長脫歐談判至2019年5月22日以後                               | 不予受理 |
| NC7                                                                  | 祈偉霖爵士    | 阻止延長脫歐談判至能讓英國參加2019年歐洲議會選舉的日期                    | 不予受理 |
| NC13                                                                 | 史提芬·巴克萊 | 確保本地立法中的限期配合延長脫歐談判日期                                  | 通過     |
| 註：NC即「New Clause」的縮寫，代表在法案新增條文，下述簡稱「新訂」。 |               |                                                                           |          |

| 第21號修正案           | 第21號修正案           | 第21號修正案           | 第22號修正案           | 第22號修正案           | 第22號修正案           | 第1號修正案            | 第1號修正案            | 第1號修正案            | 第4號新訂案            | 第4號新訂案            | 第4號新訂案            |
| 投票日期 →             | 投票日期 →             | 2019年4月3日           | 投票日期 →             | 投票日期 →             | 2019年4月3日           | 投票日期 →             | 投票日期 →             | 2019年4月3日           | 投票日期 →             | 投票日期 →             | 2019年4月3日           |
|                        | 贊成                   | 304 / 634              |                        | 贊成                   | 220 / 634              |                        | 贊成                   | 123 / 634              |                        | 贊成                   | 105 / 634              |
|                        | 反對                   | 313 / 634              |                        | 反對                   | 400 / 634              |                        | 反對                   | 488 / 634              |                        | 反對                   | 509 / 634              |
|                        | 棄權                   | 17 / 634               |                        | 棄權                   | 14 / 634               |                        | 棄權                   | 23 / 634               |                        | 棄權                   | 20 / 634               |
| 資料來源：CommonsVotes | 資料來源：CommonsVotes | 資料來源：CommonsVotes | 資料來源：CommonsVotes | 資料來源：CommonsVotes | 資料來源：CommonsVotes | 資料來源：CommonsVotes | 資料來源：CommonsVotes | 資料來源：CommonsVotes | 資料來源：CommonsVotes | 資料來源：CommonsVotes | 資料來源：CommonsVotes |

### 下院三讀
由於法案沒有報告階段，因此下議院在委員會階段結束後進行三讀程序。最終再次以一票之差獲通過，法案及後轉交上議院審議。
| 三讀                   |            |              |
| 投票日期 →             | 投票日期 → | 2019年4月3日 |
|                        | 贊成       | 313 / 634    |
|                        | 反對       | 312 / 634    |
|                        | 棄權       | 9 / 634      |
| 資料來源：CommonsVotes |            |              |

### 上院首讀二讀
4月4日，影子上議院副議長根特舒鎮的夏德雅女男爵在上議院提交本法案。為壓縮審議程序至一日，希特又作出兩項動議：
- 免除會議常規第46條（單日不得處理某法案的兩個階段），容許《歐洲聯盟（脫離）（第5號）法令草案》得以在今日處理所有程序
- 免除會議常規第39條（各類事項程序），容許在完成經濟事務委員會霍司富男爵的動議後，審議《歐洲聯盟（脫離）（第5號）法令草案》。

保守黨對此感到不滿，並在政府支持下開始拉布，阻止法案獲得上議院的同意。六名保守黨上議員提出修訂希特的動議，議會因而需要辯論和表決。但最終希特動議仍然獲得同意，而法案同日首讀和開始二讀。但由於二讀辯論在晚上7點休會前仍未開始，因此法案未能在一日內走完上議院所有程序，要待下週一繼續。
| 動議者             | 同意 | 不同意 |
| ------------------ | ---- | ------ |
| 湛利恩的霍司富男爵 | 94   | 254    |
| 湛利恩的霍司富男爵 | 123  | 251    |
| 朱勵高男爵         | 122  | 248    |
| 盧思嵐女男爵       | 106  | 234    |
| 聶德禮子爵         | 104  | 223    |
| 羅俊高勳爵         | 61   | 238    |
| 夏武騰勳爵         | 62   | 235    |

### 上院委員會及報告
4月8日下午，委員會階段緊隨著二讀辯論結束後開展，合共有8項修正案，但只有就是否保留法案第2條（「確保本地立法配合延長第50條」）進行表決：
| 編號             | 動議者       | 目的                                                            | 結果     |
| ---------------- | ------------ | --------------------------------------------------------------- | -------- |
| 1                | 陸嘉富勳爵   | 確保下議院能夠在翌日辯論本法案                                  | 同意     |
| 2                | 陸嘉富勳爵   | 容許法案獲御准後翌日動議延長脫歐談判                            | 同意     |
| 3                | 陸嘉富勳爵   | 容許任何大臣動議延長脫歐談判，而非只有首相                      | 同意     |
| 4                | 黎諾詩女男爵 | 限制脫歐日不得遲於2019/20財政年度結束當日                       | 撤回     |
| 5                | 高仕文勳爵   | 移除下議院須動議歐洲理事會任何提案的要求                        | 同意     |
| 6                | 狄慈樂女男爵 | 移除下議院須動議歐洲理事會任何提案的要求                        | 不予受理 |
| 7                | 彭力克勳爵   | 確保延長後的脫歐談判不得在2019年5月22日前結束，除非脫歐協議生效 | 同意     |
| 8                | 盧思嵐女男爵 | 確保本法令在英國脫歐當日起不再有效                              | 撤回     |
| 資料來源：議事錄 |              |                                                                 |          |

| 委員會階段－法案第2條 |            |              |
| 投票日期 →            | 投票日期 → | 2019年4月8日 |
|                       | 同意       | 280 / 782    |
|                       | 不同意     | 46 / 782     |
|                       | 棄權       | 456 / 782    |
| 資料來源：議事錄      |            |              |

### 上院三讀
委員會階段完成後即進入報告階段，沒有實質內容。再之後進入三讀程序，並在無反對下獲得通過，法案隨即送返下議院。

### 下院表決上院修訂及御准
下議院同日審議上議院通過的五項修正案，其中第1至4號修正案在無表決下通過，而第2、3和5號修正案和祈偉霖爵士提出的第(a)號修正案則須進行表決程序。
| 下院編號 | 上院編號 | 目的                                                            | 結果 |
| -------- | -------- | --------------------------------------------------------------- | ---- |
| 1        | 1        | 確保下議院能夠在翌日辯論本法案                                  | 通過 |
| 2        | 2        | 容許法案獲御准後翌日動議延長脫歐談判                            | 通過 |
| 3        | 3        | 容許任何大臣動議延長脫歐談判，而非只有首相                      | 通過 |
| 4        | 5        | 移除下議院須動議歐洲理事會任何提案的要求                        | 通過 |
| 5        | 7        | 確保延長後的脫歐談判不得在2019年5月22日前結束，除非脫歐協議生效 | 通過 |

| 下院編號 | 目的                                                                                | 結果 |
| -------- | ----------------------------------------------------------------------------------- | ---- |
| （a）    | 確保延長後的脫歐談判不得在2019年5月22日後結束，除非脫歐協議生效 （修訂第5號修正案） | 否決 |

| 第2及3號修正案         | 第2及3號修正案         | 第2及3號修正案         | 第(a)號修正案          | 第(a)號修正案          | 第(a)號修正案          | 第5號修正案            | 第5號修正案            | 第5號修正案            |
| 投票日期 →             | 投票日期 →             | 2019年4月8日           | 投票日期 →             | 投票日期 →             | 2019年4月8日           | 投票日期 →             | 投票日期 →             | 2019年4月8日           |
|                        | 贊成                   | 396 / 634              |                        | 贊成                   | 85 / 634               |                        | 贊成                   | 390 / 634              |
|                        | 反對                   | 83 / 634               |                        | 反對                   | 392 / 634              |                        | 反對                   | 81 / 634               |
|                        | 棄權                   | 155 / 634              |                        | 棄權                   | 157 / 634              |                        | 棄權                   | 163 / 634              |
| 資料來源：CommonsVotes | 資料來源：CommonsVotes | 資料來源：CommonsVotes | 資料來源：CommonsVotes | 資料來源：CommonsVotes | 資料來源：CommonsVotes | 資料來源：CommonsVotes | 資料來源：CommonsVotes | 資料來源：CommonsVotes |

法案在當日黃昏獲御准，正式成為法令。

## 後續
2019年4月9日，首相根據本法令第1條，動議延長脫歐談判至同年6月30日，並在同日獲大比數通過。
| 根據第1條所作的動議    |            |              |
| 投票日期 →             | 投票日期 → | 2019年4月9日 |
|                        | 贊成       | 420 / 634    |
|                        | 反對       | 110 / 634    |
|                        | 棄權       | 104 / 634    |
| 資料來源：CommonsVotes |            |              |